# Mystifikace (povídka)
Mystifikace (v angličtině „Mystification“) je krátká humorná povídka s prvky satiry amerického spisovatele a literárního teoretika Edgara Allana Poea z roku 1837.
Povídka odhaluje způsob, jak lze pomocí mystifikace obratně manipulovat s míněním lidí, díky čemuž může klamající osoba relativně snadno dosáhnout svých záměrů. Příběh dokazuje, že lze takto pomýlit člověka, jemuž chybí širší nadhled a je pevně přesvědčen o správnosti svých názorů vycházejících ze sice početných znalostí, avšak v rámci nemnoha či dokonce jednoho oboru.

## Příběh
Vypravěč příběhu se seznámí s potomkem uherské šlechtické rodiny baronem Ritznerem von Jungem. Záhy sezná, že von Jung je nadobyčejně zdatný mystifikátor se značně vyvinutým smyslem pro grotesknost. Přesvědčí se o tom zejména na půdě univerzity, kde se baronu podaří vytvořit nepostižitelnou atmosféru despocie. Zdá se, že vládne všemu.
Během této prapodivné éry neodhalil ani jediný student záhadnost, kterou baron vytvářel. Kromě vypravěče (jenž von Junga znal lépe) by nikdo neřekl, že je baron schopen vymyslet taškařici či spáchat povedený žert. Vždy totiž dokázal vzbudit dojem, že k jím inscenovanému uličnictví došlo pouze a jen proto, že vynaložil snahu tomuto uličnictví zabránit a udržet v sídle vzdělanosti pořádek a kázeň. Nepůsobilo mu žádné potíže uniknout důsledkům svých pletich s čistým štítem.
Za jeho pobytu se na univerzitě rozšířila mlha sladké zahálky. Studentské pokoje se proměnily v nálevny, přičemž nejproslulejší a nejnavštěvovanější putykou byla ta baronova.
Během jednoho sezení ve von Jungově pokoji ve společnosti sedmi či osmi kolegů se řeč stočí na etiketu soubojů. Tímto tématem je zejména zaujat jistý pán, pojmenovaný vypravěčem jako Johan Hermann. Tento svérázný člověk je také zároveň nesmírný pošetilec. Na univerzitě má však pověst zdatného duelanta a pyšní se zevrubnými znalostmi soubojové etikety a smyslem pro čest. Přítomnému vypravěči neujde baronův zájem o tohoto muže.
Při konverzaci dojde k náznaku urážky pana Hermanna, jenž spolkne vějičku a ohradí se.
Ritzner von Jung zbledne a předstírá vztek, avšak jeho příteli neunikne na moment rozpustilý výraz ve tváři - baron docílil svého. Velmi rafinovaně odvrátí pohanu své osoby tím, že mrští karafu s vínem do zrcadla, kde zasáhne obraz pana Hermanna. Po tomto incidentu se všichni přítomní zvednou a opustí místnost. Baronův přítel je vyslán za panem Hermannem, aby nabídl roli prostředníka.
Pan Hermann si s baronem vymění několik dopisních nót, přičemž s poslední von Jungovou odpovědí je Johan Hermann nadmíru spokojen. Baron v ní totiž zmínil úryvek z pojednání francouzského autora Hedelina s názvem „Duelli Lex Scripta, et non; aliterque“ a právě na tento úryvek se pan Hermann odvolával při obhajobě svých postojů.
Von Jung se tváří zcela samozřejmě, zdá se, že tuto reakci očekával. Vysvětlí svému příteli, jenž dělal zprostředkovatele, že kniha „Duelli Lex Scripta, et non; aliterque“ je napsána zvláštním způsobem. Slova jsou důmyslně sestavena tak, aby budila zdání naprosté srozumitelnosti, aniž by obsahovala byť zrnko hlubšího smyslu. Rozkódování spočívá v metodě čtení, pokud se vynechá střídavě každé druhé a třetí slovo, z kontextu hned vzejde sled vtipných šlehů na souboje. Baron prozradí, že knihu Hermannovi nastražil do cesty a ten ji přijal jako dílo vzácné hodnoty. Hermann by nikdy nepřiznal, že nerozumí něčemu, co kdy bylo napsáno o soubojích a za svou pravdu by se byl ochoten vášnivě přít.

## Česká vydání
Česky vyšla povídka v následujících sbírkách nebo antologiích:
- Na slovíčko s mumií: Grotesky a jiné směšné příběhy (Hynek s.r.o., 1999)[2]
- Předčasný pohřeb a jiné povídky (Mladá fronta, 1970)

## Poznámka
V povídce je zmínka o anglickém romantickém básníkovi a kritikovi Samuelu Taylorovi Coleridgeovi.